# Mendele Moicher Sforim
Mendele Moicher Sforim, pseudonimo di Sholem Yankev Abramowitsch (Kopyl, 2 gennaio 1836 – Odessa, 8 dicembre 1917), è stato uno scrittore bielorusso di religione ebraica.
L'autore (in lingua yiddish מענדעלע מוכר ספֿרים) è considerato il progenitore sia della moderna letteratura yiddish che della letteratura in ebraico moderno. È con lui, infatti, che ebbe inizio il periodo "classico" della letteratura yiddish, che trovò dei grandi interpreti anche nelle figure di Sholem Aleichem e Yitskhak Leib Peretz. Allo stesso tempo, fu il primo a creare una narrativa in lingua ebraica (spesso traducendo le proprie opere dallo yiddish) che fosse moderna nei temi e nell'espressione.

## Lo pseudonimo
Lo pseudonimo che usa al posto del suo vero nome significa in ebraico "Mendele il venditore di libri", e indica pienamente il ruolo che intendeva assumere nei confronti degli altri ebrei, incarnando la figura molto nota nella tradizione ebraica del venditore ambulante di libri, fonte principale di conoscenza attraverso la divulgazione di notizie e cultura per gli ebrei degli shtetl. Per lui, infatti, il compito dello scrittore era di usare la letteratura come mezzo che, riflettendo la vita degli zotici ebrei degli shtetl, fosse in grado di correggerli nelle loro false superstizioni e di risollevarli dall'ignoranza. A questo scopo, Mendele è riuscito a rendere raffinata una lingua gergale e rozza, creando con questa un tipo di letteratura nuova anche nelle finalità. Era convinto che bisognasse superare i pregiudizi che vedevano lo yiddish come una lingua ignobile, mettendone, invece, in luce il suo alto valore culturale e il suo profondo significato di unità nazionale. Voleva fare qualcosa per i figli d'Israele spinto dall'amore di ciò che è utile 
 Esordì nella sua attività di scrittore con racconti e saggi di denuncia sociale, temi che ricorreranno in tutta la sua produzione e spesso affrontati con molta ironia.

## Biografia
Nacque a Kopyl, un piccolo shtetl in provincia di Minsk (Bielorussia) da una famiglia molto religiosa. Suo padre era un rispettato esponente della comunità ebraica. Per questo Mendele ricevette un'educazione strettamente religiosa nella yeshivah locale. Dopo la morte del padre nel 1849, si spostò per la Lituania, studiando in diverse yeshivot. Poi tornò per un periodo a Kopyl, finché a diciassette anni interruppe gli studi, girovagando con il vagabondo Avromel lo Zoppo per Volinia, Ucraina e Podolia. Qui osservò gli ebrei di diverse shtetl, che ricompariranno poi nelle sue opere. In seguito si stabilì in Podolia, dove terminò gli studi rabbinici. Nel 1853 si sposò, ma qualche anno dopo divorziò. Importante la sua conoscenza con Avrohom Baer Gottlober, importante esponente dell'Haskalah, di cui Mendele condivise molti aspetti senza però mai accettare il principio dell'assimilazione totale, in nome del suo amore e rispetto per la tradizione e la lingua ebraica. Grazie a Gottlober, Mendele familiarizzò con vari aspetti della letteratura europea del periodo illuministico. Nel 1858 si spostò in Volinia, dove si sposò nuovamente. Fu in quegli anni che ebbe inizio la sua attività di scrittore. Agli inizi degli anni '60 del XIX secolo iniziò a collaborare con l'amico Lifshits alla rivista Kol Mewasser, in cui apparvero a puntate i suoi primi racconti. Dal 1869 al 1881 si stabilì a Žitomir, dove si dedicò ad una produzione letteraria in yiddish, mirata a raggiungere il numero più ampio di lettori. Progettò anche di tradurre in yiddish i libri di preghiere e il libro dei Salmi, ma non portò mai a termine l'idea. Nel 1881 si stabilì ad Odessa, dove lavorò come direttore nella scuola ebraica locale. Fu molto segnato dai pogrom del 1881, cui seguirono la morte della figlia Rachele e l'esilio politico del figlio Michele. Dopo i massacri del 1905, rinunciò ad assumere posizioni troppo decise nei suoi scritti a favore degli altri ebrei, perché temeva l'esilio in Siberia. Rimase ad Odessa, escluso un periodo a Ginevra tra il 1905 e il 1907, fino alla morte, avvenuta nel 1917.

## Opere
- Storia naturale, 1858

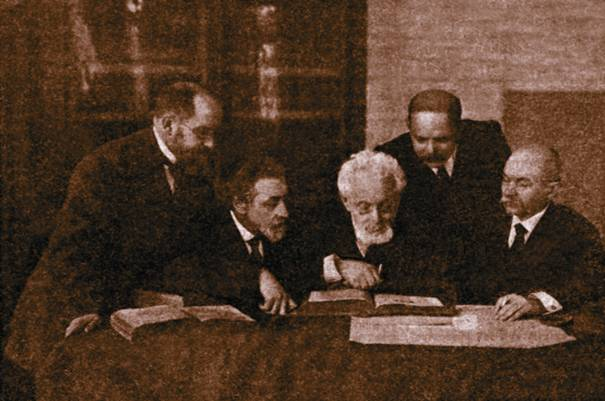
Gruppo di scrittori di Odessa. Da sinistra a destra: Ravnitzki, Ansky, Sforim, Bialik, Frug

- Il piccolo uomo. La descrizione della vita di Yitskhok Avrohom Takif, 1864
- L'anello magico, 1865
- Fishke lo zoppo, 1869
- La cavalla, 1873
- I viaggi di Beniamino Terzo, 1879
- Nella yesihvah del cielo e nella yeshivah della terra, 1894-95
- La tassa, 1869